# Suore ministre degli infermi di San Camillo
Le suore ministre degli infermi di San Camillo (in latino Institutum Sororum Infirmis Ministrantium) sono un istituto religioso femminile di diritto pontificio: i membri di questa congregazione vengono dette popolarmente camilliane.

## Storia

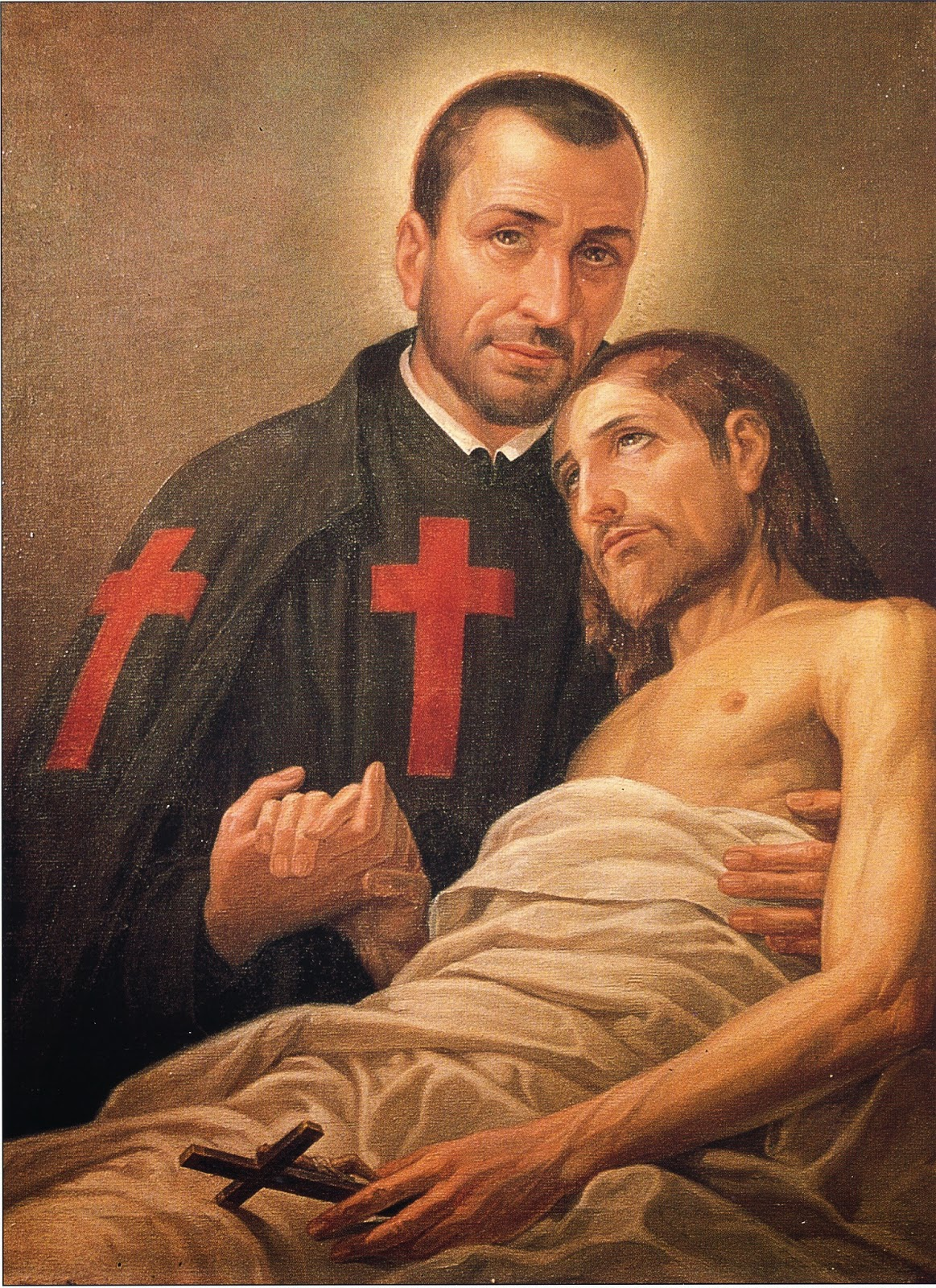
Immagine votiva di san Camillo, titolare della congregazione

La congregazione venne fondata a Lucca da Maria Domenica Brun Barbantini (1789-1868): dopo la morte prematura del marito e del figlio, decise di consacrarsi interamente alla cura degli ammalati poveri ed all'assistenza dei moribondi negli ospedali e il 3 aprile 1819, assieme ad alcune compagne, diede inizio alla Pia unione delle sorelle della carità, approvata dall'arcivescovo Filippo Sardi. La Brun Barbantini, nel 1824, fondò anche il monastero della Visitazione, con alcune religiose fatte giungere da Pinerolo.
Il 15 agosto 1841, con l'approvazione del vescovo Stefanelli, la pia unione, cresciuta notevolmente, venne trasformata in congregazione religiosa con il nome di "Sorelle infermiere oblate sotto la protezione di Maria santissima Addolorata e san Camillo".
La Brun Barbantini si pose sotto la direzione spirituale di Antonio Scalabrini, generale dei camilliani, e il 27 gennaio 1842 la consulta dell'ordine decretò l'aggregazione dell'istituto lucchese all'ordine dei ministri degli infermi. Durante l'epidemia di colera che colpì Pescia nel 1855 l'arcivescovo Arrigoni consentì alle religiose accorse a prestare soccorso ai contagiati di indossare sull'abito la croce tané, insegna dei chierici camilliani.
Papa Pio IX concesse il decreto di lode alle ministre degli infermi il 23 marzo 1852; la congregazione ricevette l'approvazione definitiva il 1º dicembre 1929 e le sue costituzioni il 3 agosto 1819.
La Brun Brabantini è stata beatificata da papa Giovanni Paolo II in Piazza San Pietro a Roma il 7 maggio 1995.

## Attività e diffusione
Le ministre degli infermi di San Camillo operano negli ospedali, nelle case di riposo e nelle case di cura; promuovono la pastorale della salute e l'educazione sanitaria di base; lavorano per il recupero dei tossicodipendenti.
Oltre che in Italia, sono presenti in Brasile, Filippine, Kenya, Taiwan, Thailandia, Costa d'Avorio, Indonesia, India, Perù, Cile e Haiti; la sede generalizia è a Roma.
Al 31 dicembre 2005, la congregazione contava 294 religiose in 44 case.